# 中国農民銀行

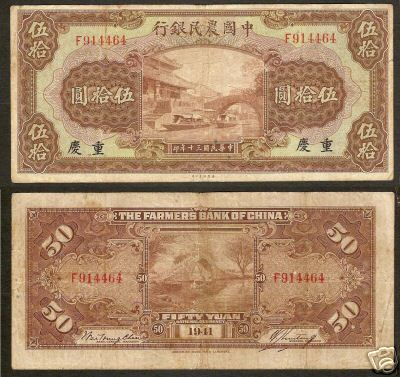
中国農民銀行発行の50円紙幣（1941年）

中国農民銀行（ちゅうごくのうみんぎんこう）は、かつて中華民国時代の中国及び台湾に存在した銀行。

## 歴史
1933年に河南・湖南・安徽・江西の4省にあった農民銀行を統合して設立。農民に資金融通を行うことで農村振興を目的としたのだが、これには農村部に勢力を伸ばしていた中国共産党への対抗策という側面があり、先行して4省で実施したところ成果を挙げたので全国的に展開を図ることになった訳である。その後、1935年6月4日に国民政府によって「中国農民銀行条例」が制定され、翌1936年には法幣を発券できる発券銀行としての機能が加わった。
その後、国共内戦を経て中華人民共和国によって（中国本土の事業と店舗網は）接収。1951年には同様に中華民国時代から営業していた合作銀行と合併し農業合作銀行となるものの、翌1952年に中国人民銀行へ吸収合併され、消滅している。
なお、中華人民共和国にある中国農業銀行は1979年に設立された新設の銀行であり、中国農民銀行とは無関係である。

### 台湾での中国農民銀行
中国本土での事業を接収されたものの、国民政府は同行の接収を認めず、国民政府の台湾移転に伴い1949年に台北市に事務所を設立。1967年5月20日に台北市中山区南京東路2段85号（現在の合作金庫銀行自強支店）で正式に営業再開の形を取った。その後、農業関連融資のための特殊銀行として営業を継続したが、2005年11月21日に「中国農民銀行条例」が廃止。一般銀行に転換して、2006年5月1日に合作金庫銀行と合併・消滅した。
なお当行とは別に、同様に農業関連融資を行い、農会（農協）、漁会（漁協）信用部の系統中央機関として、2005年に全国農業金庫（Agricultural Bank of Taiwan）が設立されている。